# Monument (gedenkteken)

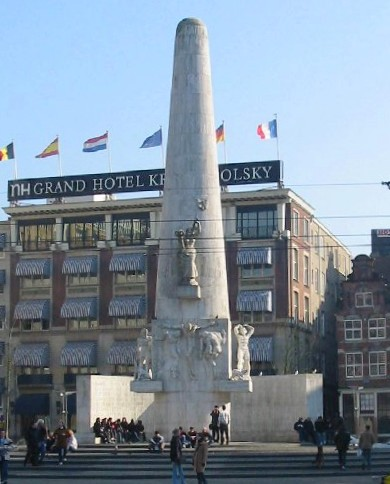
Het Nationaal Monument op de Dam, onthuld op 4 mei 1956.

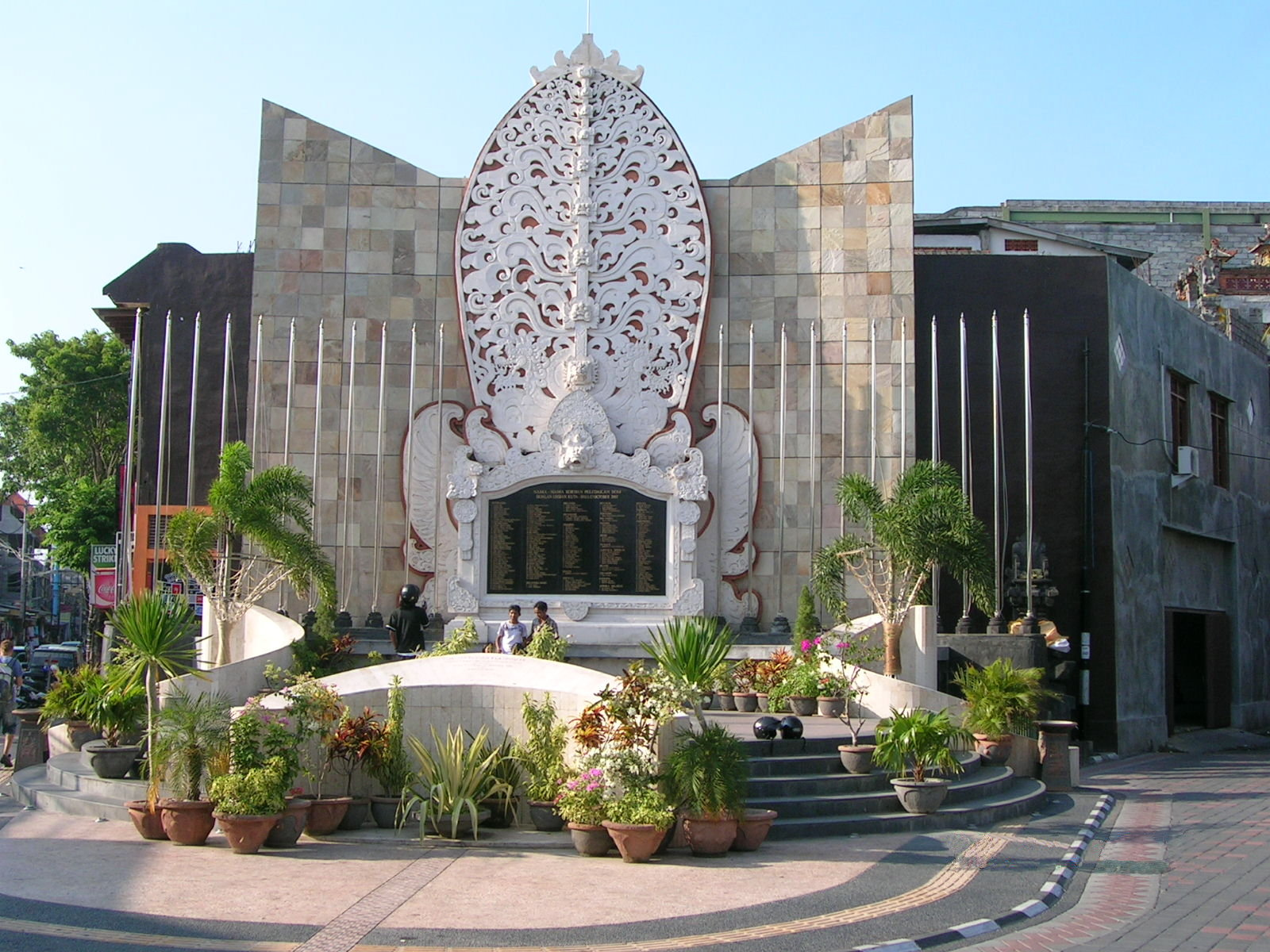
Monument ter herinnering aan de slachtoffers van de bomaanslagen in Kuta op 12 oktober 2002, Bali

Een monument is een standbeeld, een gedenksteen of een gebouw opgericht ter herinnering aan een persoon, belangrijke gebeurtenis, gedachtegoed of begrip. Monumenten kunnen worden opgericht door de overheid, maar ook door bedrijven en particulieren. Kleinere gedenktekens worden vaak gemaakt in de vorm van een plaquette of gedenkplaat.
H.H. Polzer geeft de volgende definitie: "Alles wat ergens permanent wordt opgesteld om indruk te maken op het voorbijkomend verkeer is een monument". Hij duidt daarbij op vier essentiële eigenschappen: het moet bewerkt, permanent, getuigend, en (tot op heden) stationnair zijn.

## Overzicht
Het woord monument is afgeleid van het Latijnse woord monumentum, "dat wat herinnert", van het werkwoord monere, "zich herinneren".
Een monument kan, behalve een monumentaal gebouw, ook een kunstwerk zijn, zoals een beeld of een zuil. Een Nederlands voorbeeld is het Nationaal Monument op de Dam te Amsterdam, dat herinnert aan de slachtoffers uit de Tweede Wereldoorlog. Vaak is de plaats waar het gedenkteken wordt opgericht, van historisch of symbolisch belang. Een speciale categorie monumenten is die van het mausoleum, een gebouw waarin het lichaam van een overleden persoon wordt bewaard.
In alle beschavingen is de behoefte aan een collectief cultureel geheugen zichtbaar. De eerste obelisken die de Egyptenaren oprichtten, waren religieuze instrumenten van de zonnecultus, maar toen zij werden voorzien van hiërogliefen met de koningstitulatuur van de regerende farao, werden zij gedenktekens. Een ander woord voor een dergelijke zuil is een gedenknaald.
De Gierenstele uit Sumer van 2525 v. Chr. wordt wel gezien als het eerste historische monument.

## Oorlogsmonument
Een oorlogsmonument is een gebouw, standbeeld of ander bouwwerk opgericht om een oorlog of overwinning te vieren, of om hen die stierven of gewond raakten in een oorlog te herdenken.

## Slavernijmonument
Een slavernijmonument is een kunstwerk dat is opgericht om de slavernij of de afschaffing ervan te herdenken.

## Monument als erfgoed
Puur functionele bouwwerken, zoals oude molens en fabrieken uit de 19e en vroege 20e eeuw, worden soms als industrieel erfgoed beschouwd, wanneer zij grotendeels in authentieke staat zijn gebleven en zo de herinnering aan een vervlogen tijdperk levend houden. Is een dergelijk object in Nederland als rijksmonument erkend, dan geniet het onder de Monumentenwet uit 1988 dezelfde bescherming als historische binnensteden en aristocratische paleizen. De meeste van deze bouwwerken in Nederland worden beheerd door Rijksdienst voor de Monumentenzorg (RDMZ).
Monumentale vormgeving is op Nederlandse kunstacademies een overkoepelend begrip voor de 'vrije' studierichtingen, de beeldhouwkunst, de tekenkunst en de schilderkunst.